# Cercle de Tin-Essako
Le cercle de Tréssaco  est une collectivité territoriale malienne dans la région de Kidal.
Il compte 2 communes : Intadjedite et Tréssaco